# Piʻilani
Kralj Piʻilani ("uspon na nebo") bio je kralj havajskog otoka Mauija.

## Životopis

### Djetinjstvo
Piʻilani je rođen na Mauiju oko 1577. kao princ.
Roditelji su mu bili kralj Kawaokaohele i kraljica Kepalaoa.
Budući da je Piʻilani slavan vladar, izmišljen je mit prema kojem je njegov otac bio bog Kū.
Kao dječak, Piʻilani je obrezan u skladu s havajskom tradicijom. (Na drevnim Havajima, obrezivanje je bilo ritual kojim su dječaci postajali muškarci; obično bi baka pripremala dječaka za taj dan.)

### Vladavina
Nakon što je Kawaokaohele umro, Piʻilani ga je naslijedio.
Piʻilani je smatran velikim vladarom jer je njegova vladavina bila mirna.
On je dao sagraditi veliki hram — Piʻilanihale Heiau (slika desno). Nažalost, nije poznato kojem bogu je hram bio posvećen. Havajci su bili politeisti; u njihovoj religiji je važno mjesto imao bog Kū.

## Osobni život
Kralj Piʻilani je oženio La’ieloheloheikawai; imali su djecu:
- Kiha[2]
- Lono[3]
- Piʻikea[4]
- Kalaʻaiheana I.

La’ieloheloheikawai je bila kraljica i glavna žena Piʻilanija, koji je oženio i Moku te Kunuʻunuiakapokiʻi.